# Estação Flamengo
A Estação Flamengo é uma estação de metrô do Rio de Janeiro situada entre a Estação Largo do Machado e a Estação Botafogo. Está localizada diretamente sob a Rua Paulo VI. Com uma média de fluxo diário de 29 mil passageiros, serve a um bairro residencial de grande movimento. A estação dá acesso a lugares que são considerados verdadeiras paisagens: a Praia do Flamengo e o Aterro do Flamengo. 
Foi inaugurada em 1981, junto com a Estação Botafogo. Podemos acessá-la pela Rua Marquês de Abrantes ou pela Rua Paulo VI. A princípio, seu nome era Morro Azul, mas por uma reivindicação dos moradores do bairro, passou a se chamar Flamengo.
Possui dois acessos: 
- Acesso A - Marquês de Abrantes
- Acesso B - Praia de Botafogo

## Tabelas
| Oeste ou norte                            |  |         |  | Leste ou Sul                                        |
| ----------------------------------------- |  | ------- |  | --------------------------------------------------- |
| Largo do Machado sentido Uruguai / Tijuca |  | Linha 1 |  | Botafogo / Coca-Cola sentido General Osório/Ipanema |
| Largo do Machado sentido Pavuna           |  | Linha 2 |  | Botafogo / Coca-Cola término                        |
| editar no Wikidata                        |  |         |  |                                                     |

| Sigla | Estação  | Inauguração | Capacidade                   | Integração | Plataformas | Posição     | Notas |
| ----- | -------- | ----------- | ---------------------------- | ---------- | ----------- | ----------- | ----- |
| FLA   | Flamengo | 1981        | 29 mil passageiros hora/pico |            | Laterais    | Subterrânea |       |